# ヒンデミット事件
ヒンデミット事件（ヒンデミットじけん、Der Fall Hindemith）は、1934年のドイツ楽壇で起こった政治的な作曲家排斥事件と、それに伴って「ドイツ一般新聞」（ドイッチェ・アルゲマイネ・ツァイトゥング、Deutsche Allgemeine Zeitung）に掲載された指揮者ヴィルヘルム・フルトヴェングラーの新聞投稿のタイトルである。

## 事件の経過
1934年当時、ドイツは国家社会主義ドイツ労働者党（ナチス）の一党支配下にあり、強制的同一化政策が推し進められつつあった。その頃、世界に冠たる名門オーケストラベルリン・フィルハーモニー管弦楽団とベルリン国立歌劇場の音楽監督の地位にあったヴィルヘルム・フルトヴェングラーは、当時のドイツの新進作曲家であったパウル・ヒンデミットの新作オペラで画家のマティアス・グリューネヴァルトを題材にした『画家マティス』の初演の準備を進めるとともに、そのオペラの音楽素材を用いて作曲された交響曲『画家マティス』を同年3月12日にベルリンのフィルハーモニーホールで初演した。
演奏会は大成功で、ベルリン・フィルハーモニー管弦楽団の団員の多くも、次のシーズンにこの曲をプログラミングすることに大賛成だった。しかし、ヒンデミットは当時の帝国音楽院の顧問であり、シャルロッテンブルク音楽大学の教授であったが、ユダヤ人音楽家と弦楽三重奏を組んでレコーディングしたりするなど、ナチスにとっては目の上のたんこぶともいうべき人物だった。アドルフ・ヒトラーはヒンデミットのオペラ『今日のニュース』において女声歌手のヌードシーンがあることを快く思っておらず、ヒンデミットに対して厳しい措置を取ることにし、フルトヴェングラーがベルリン国立歌劇場で初演しようとしていたオペラ『画家マティス』は上演禁止を通達された。
フルトヴェングラーはこれに怒り、ヒンデミットを擁護するために辞任も辞さない構えをとり、さらに11月25日、『ドイツ一般新聞』に「ヒンデミット事件」と題する論評を載せた。
その論評（全文がフルトヴェングラーの著書『音と言葉』に収録されている）の中でフルトヴェングラーは、ヒンデミットを排斥しようとする動きを根拠のない言いがかりと断じ、ヒンデミットは現代ドイツの音楽において必要不可欠な人物であり、これを容易に切り捨てることは、いかなる理由があろうとも許されるべきではない、と強力にヒンデミットを擁護した。
この論評はドイツ国内外でセンセーションを起こし、ベルリンのフィルハーモニーホールや国立歌劇場ではフルトヴェングラー支持のデモンストレーションが起こった。
ナチス政府の宣伝相であったヨーゼフ・ゲッベルスはこの事態に対し、断固たる対抗措置を取ることにした。フルトヴェングラーは（以前から彼自身が望んでいたことでもあったが）帝国枢密顧問官を辞任させられ、さらにベルリン・フィルおよびベルリン国立歌劇場の監督をも辞任させられた。ベルリン・スポーツ宮殿では、名指しではないにせよ、「無調の騒音製造者」に対して攻撃的な講演会が行われ、ナチス寄りの新聞は一斉にヒンデミットとフルトヴェングラーを批判した。
ヒンデミットは帝国音楽院の顧問を辞し、音楽大学の教授職を休職した上でトルコに渡った。この事態を受けてベルリン国立歌劇場の第一楽長の地位にあった指揮者のエーリヒ・クライバーも亡命した。
フルトヴェングラー辞任後、ベルリン・フィルハーモニーの技量は落ち込み、また世界的な指揮者フルトヴェングラーがドイツ楽壇の表舞台から去ったことによるイメージダウンを恐れたナチスがフルトヴェングラーに歩み寄りを見せ、1935年3月に両者は和解し、フルトヴェングラーは指揮台に復帰することになる。
しかし、これでフルトヴェングラーはナチスに忠誠を誓ったわけではなく（もっとも、国際社会はフルトヴェングラーがナチスに屈服したとみなした）、内外でナチスに対して反抗的な態度をとり、ユダヤ人の亡命をも手助けしたりしたので、戦争末期には彼に個人的恨みを抱くハインリヒ・ヒムラー率いるゲシュタポに命を狙われ、結局はスイスに亡命することになる。